# Filtratory
Filtratory – funkcjonalna grupa troficzna bezkręgowców wodnych odżywiająca się małymi fragmentami (poniżej 1 mm) detrytusu i cząstek organicznych, odfiltrowywanych z wody. Występują różnorodne przystosowania anatomiczne i behawioralne do filtrowania sestonu.
Przykłady filtratorów: chruściki (Hydropsychidae, Brachycentrus), jętki, muchówki z rodziny Simuliidae, małże, pąkle.